# Das Traumschiff
Das Traumschiff (en español barco soñado) es una serie de televisión alemana de ZDF que se produce desde 1981 a partir de una idea de Wolfgang Rademann.

## Acción
La serie narra los enredos, en su mayoría hilarantes, de los pasajeros de un crucero, que se dirige a un destino de vacaciones diferente en cada película. El capitán, el mayordomo principal, la azafata principal y el médico del barco hacen todo lo posible para lograr un final feliz para todos los involucrados.
En el transcurso de un episodio, la acción suele centrarse en tres historias independientes. La mayoría de las veces, se trata de dos historias que involucran a los pasajeros del barco y una historia que involucra a los miembros de la tripulación. Según el productor Wolfgang Rademann, las tres historias son divertidas, emocionantes y una historia de amor. En el transcurso de cada episodio, alrededor del 40 por ciento de las escenas tienen lugar en tierra y el 60 por ciento a bordo.

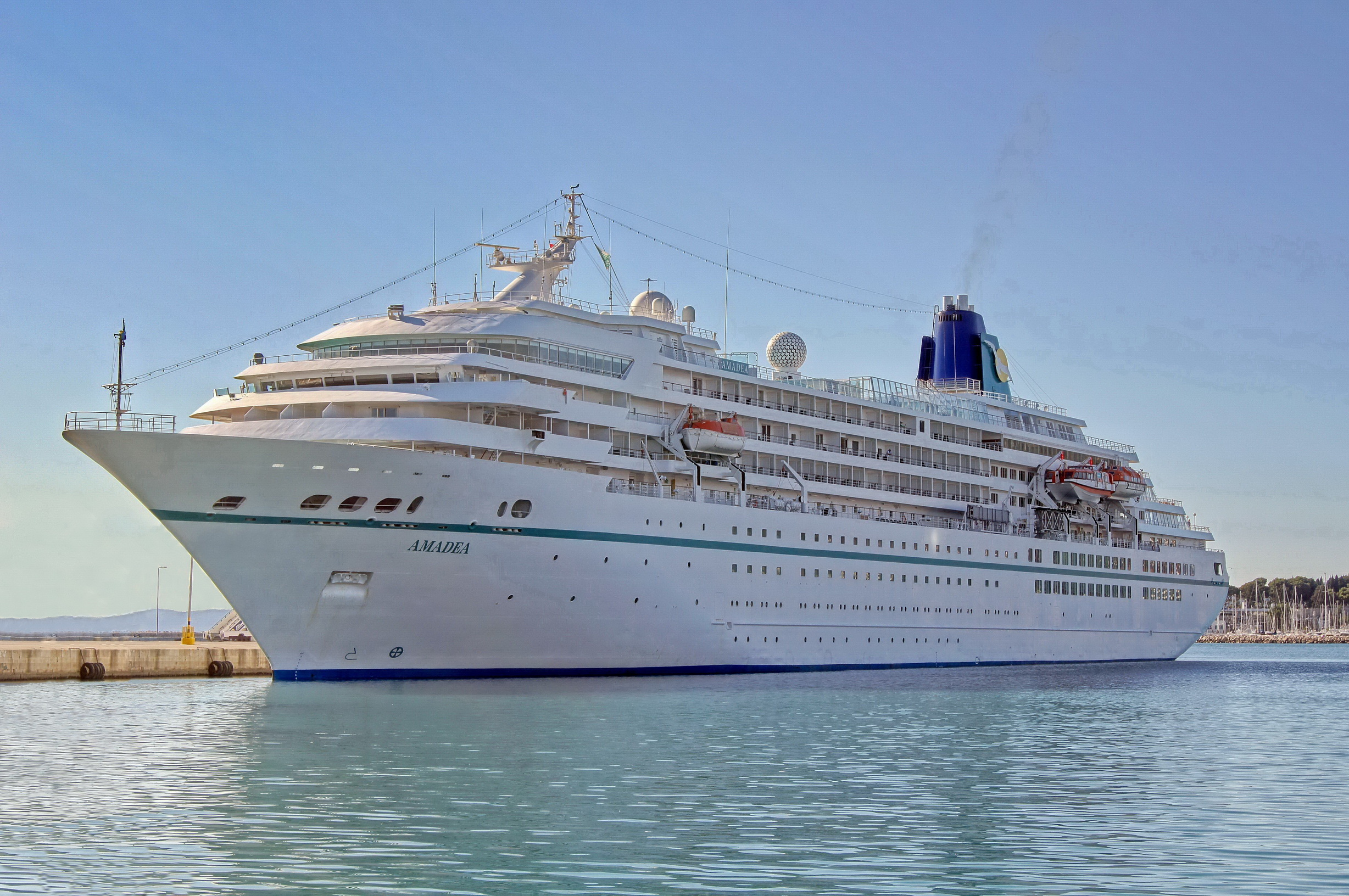
El actual Traumschiff desde 2015, la Amadea, 2012 en Split

Se utilizaron dos barcos en los doce episodios producidos entre 1981 y 1984. Primero, durante los primeros seis episodios, el Vistafjord de Norwegian American Cruises (1981-1982), luego el Astor (1983-1984) de la naviera estatal de Hamburgo HADAG Seetouristik und Fährdienst .
Con la realineación de la serie en 1986, también hubo un nuevo crucero, el Berlín. Esto sirvió hasta el Episodio número 33, cuyo destino era Namibia (emitido el 1 de enero de 1999), como escenario de la serie.
Desde 1999 Alemania fue el barco soñado, el primer destino fue Tahití. En noviembre de 2014 se anunció que el Deutschland ya no se utilizaría como lugar de rodaje debido a la insolvencia de la empresa operadora y los viajes cancelados como resultado, y que se seleccionaría un barco alternativo para 2015.  Tanto el Berlin como el Deutschland pertenecían a la naviera Peter Deilmann de Neustadt en Holstein.
El nuevo barco soñado desde 2015 (episodio 74) es la Amadea de Phoenix Reisen,  cuyo rodaje comenzó en febrero de 2015.  Desde el Episodio 93 (Mauricio), Phoenix Reisen también ha utilizado Artania como lugar de rodaje.
Desde 2016, Alemania también opera para Phoenix Reisen durante los meses de verano. En ocasiones, los primeros tres barcos de ensueño también navegaron para la misma naviera, a saber, la naviera británica Saga Cruises.

## Actores

### Tripulación regular

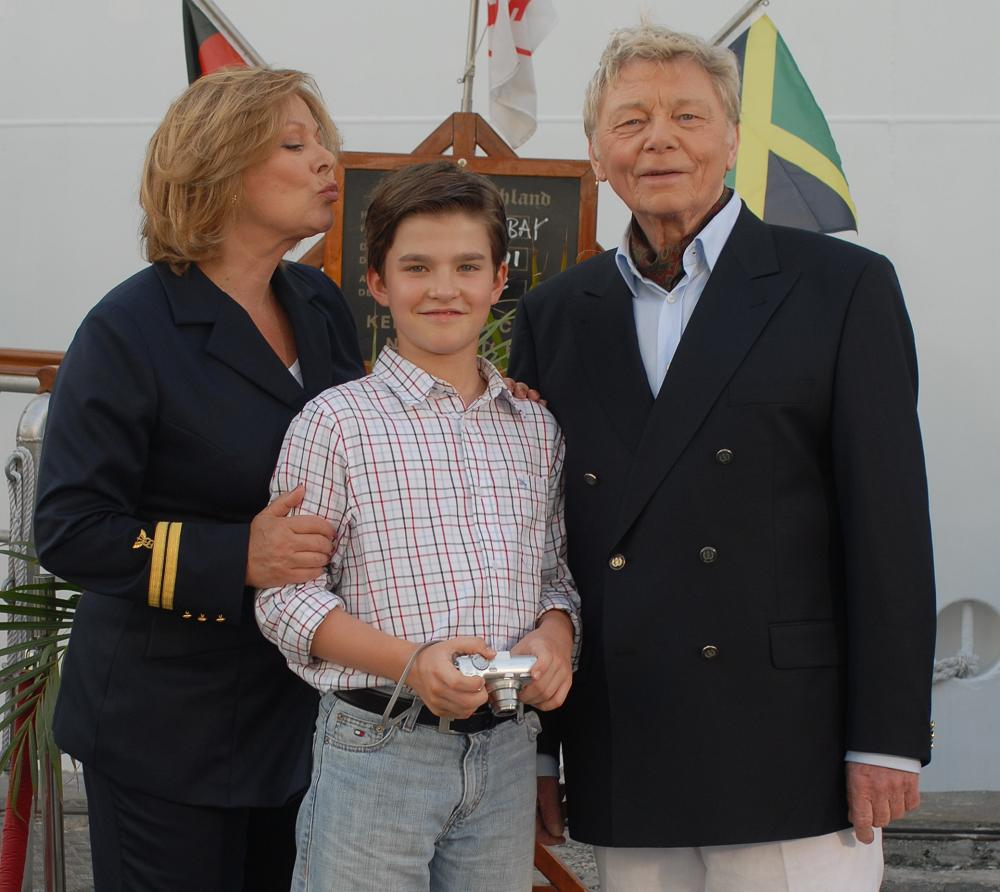
Los actores Heide Keller, Patrick Mölleken y Uwe Friedrichsen filmando el episodio San Francisco, 2007

Hasta el momento han sido cinco los actores que se encontraban en activo como capitanes del barco de los sueños. Günter König interpretó al Capitán Braske en la primera temporada de la serie 1981/82. Al comienzo de la segunda temporada en 1983, fue reemplazado por Heinz Weiss, quien interpretó el papel de Heinz Hansen hasta 1999 como el capitán del barco de los sueños. Como resultado 6 (Islas Caimán) Weiss ya fue visto en un papel secundario. Después de la salida de Weiss relacionada con la salud, Siegfried Rauch interpretó a Jakob Paulsen de 1999 a 2013 como el capitán del barco de los sueños. Rauch estaba previamente en una fila 30 en 1997 en otro papel en la serie de televisión y por última vez consecutiva 70 Malasia como capitán. De episodio  71 del 1 de enero de 2014 al episodio 83 del 1 de enero en 2019, Sascha Hehn interpretó al capitán.   Desde el episodio 84, que se estrenó el Domingo de Pascua de 2019, Daniel Morgenroth interpreta al capitán del personal, Martin Grimm.  Desde el episodio 85, que se emitió por primera vez en la Navidad de 2019, Florian Silbereisen interpreta al Capitán Max Parger. Originalmente, el papel debería llamarse Max Prager.

## Literatura
- En 1983, Hestia Verlag (Bayreuth) publicó el libro Das Traumschiff ( ISBN 3-7770-0258-5 ). Contiene 27 cuentos de varios autores basados en los primeros doce episodios de la serie.
- En junio de 2006, Cora Verlag inició una serie de folletos de bolsillo con novelas relacionadas con la serie de televisión. Los números individuales deben aparecer a intervalos mensuales. Sin embargo, la serie se suspendió después del segundo número. Así, solo se publicaron las novelas Aventuras en México y Paradise Seychelles de Helen Sebald.
- Una serie de bolsillo anual de Helen Sebald ha sido publicada en el sello Mira por Cora Verlag desde 2007 bajo el título Mit dem Traumschiff auf Liebesreise . Primero, los dos folletos de bolsillo se combinaron en un solo libro. Sólo la segunda novela era nueva.